# Bataille de Pégou
Théâtre d'Asie du Sud-Est de la Seconde Guerre mondiale
Batailles
Invasion japonaise de la Birmanie :
- Rivière Bilin
- Pont de la Sittang
- Pégou
- Barrage routier de Taukkyan
- Route Yunnan-Birmanie (Tachiao
- Oktwin
- Taungû)
- Shwedaung
- Prome
- Yenangyaung

Opérations en Birmanie (1942-1943) :
- Arakan
- The Hump
- Chindits
- Nord de la Birmanie et ouest du Yunnan

Opérations en Birmanie en 1944 :
- Chindits (2)
- Admin Box
- U-Go (Imphal
- Sangshak
- Court de tennis
- Kohima)
- Myitkyina
- Mogaung
- Mont Song

Opérations en Birmanie (1944-1945) :
- Meiktila et Mandalay
- Pakokku et Irrawaddy
- Colline 170
- Île de Ramree
- Tanlwe Chaung
- Dracula
- Elephant Point
- Coude de la Sittang

La bataille de Pégou est un engagement de la campagne de Birmanie pendant la Seconde Guerre mondiale. S'étant déroulée du 3 au 7 mars 1942, elle opposa les forces japonaises à l'armée indienne britannique déployée près de Pégou. 
La 17e division d'infanterie étant décimée et dispersée, les forces disponibles pour l'ensemble de la Birmanie comprenait la 1re division birmane et la 7e brigade blindée, équipées de chars légers Stuart ou « Honey » de fabrication américaine. Les commandants britanniques avaient déjà décidé de ne pas contester Rangoun, mais leur nouvelle stratégie reposait sur la conviction des Japonais que Rangoon serait fortement défendu.
Les forces britanniques / indiennes combattant à Pégou comprenait les 7e Queen's Own Hussars, les Cameronians, le 2e bataillon du 12e Frontier Force Regiment et les éléments survivants de la 17e infanterie ; le West Yorkshire Regiment, le 1er bataillon du 4e Prince of Wales's Own Gurkha Rifles, le 7e Duke of Edinburgh's Own Gurkha Rifles, et le 4e bataillon du 12e Frontier Force Regiment.

## La bataille

### Payagyi
L'escadron « B » du 7e Hussards, commandé par le major Davies-Gilbert, atteignit le village de Payagyi pour y retrouver les Japonais déjà présents. La visibilité était faible et la communication radio difficile. Après un bref engagement d'infanterie, les chars légers Stuart (surnommés « Honeys » dans les armées britanniques et du Commonwealth) ouvrirent le feu, détruisant deux chars japonais de type 95 Ha-Go. Une bataille confuse s'ensuivit, dans laquelle deux autres Type 95 furent détruits, un autre Type 95 fut abandonné par son équipage et quatre canons antichar japonais capturés. Par la suite, l'ordre vint pour les Britanniques de déménager à Hlegu.

### Hlegu
Hlegu était également aux mains des Japonais à l'approche des Britanniques. Les Japonais érigèrent un barrage routier et défendirent la position avec des cocktails molotov. Durant cette attaque, ils réussirent à mettre hors de combat un char allié. En fin de compte, les britanniques furent forcés de battre en retraite face aux tirs nourris des chars. L'aumônier du 7e régiment Hussards, le révérend Neville Metcalfe, reçut un ordre du service distingué immédiat pour ses actions en aidant les blessés britanniques et en organisant des services d'inhumation pour les morts, bien qu'ayant été blessé par des tirs de mortier.

## Conséquences
Le général Alexander se rendit compte que Rangoun était condamné et son nouveau plan impliquait un retrait à Prome, à quelque 200 milles au nord. L'objectif, convaincre les Japonais que Rangoun serait défendu, avait été atteint.
L'armée indienne britannique se rendit à Taukkyan ce soir-là.

### Honneurs de bataille
Le système britannique et du Commonwealth des honneurs de bataille reconnut la participation à la bataille de Pégou en 1956, 1957 et 1962 par l'attribution à une unité de l'honneur de bataille « Pegu » et l'attribution à six unités de la bataille d'honneur « Pegu 1942 » pour avoir résisté à l'invasion japonaise de la Birmanie les 6-7 mars 1942.